# 長谷於保
長谷 於保（はせ の おほ、生没年不詳）は、奈良時代後期の貴族。氏は長谷のちに文室。姓は真人。官位は従五位上・備後守。

## 出自
のちに文室真人に改姓していることから、天武天皇の皇子である長親王の後裔と想定される。延暦24年（805年）田村王・小田村王・金江王・真殿王・河原王ら8人が長谷真人の氏姓を与えられている。

## 経歴
従五位下に叙爵後、称徳朝の神護景雲2年（768年）武蔵員外介に任官する。
光仁朝の宝亀2年（771年）散位頭に任じられ、翌宝亀3年（772年）長谷真人から文室真人に改姓。宝亀8年（777年）若狭守として再び地方官を務める。天応元年（781年）12月の光仁太上天皇の大葬の際には御装束司となった。
桓武朝でも天応2年（782年）中務少輔、延暦3年（784年）備後守と京官と地方官を交互に務め、延暦4年（785年）には従五位上に昇叙されている。延暦6年（787年）備後守に再任された。

## 官歴
『続日本紀』による。
- 時期不詳：従五位下
- 神護景雲2年（768年） 閏6月3日：武蔵員外介
- 宝亀2年（771年） 7月23日：散位頭
- 宝亀3年（772年） 正月26日：文室真人に改姓
- 宝亀8年（777年） 正月25日：若狭守
- 天応元年（781年） 12月23日：御装束司（光仁上皇崩御）
- 天応2年（782年） 2月7日：中務少輔
- 延暦3年（784年） 3月14日：備後守
- 延暦4年（785年） 正月7日：従五位上
- 延暦6年（787年） 閏5月11日：備後守（重任）